# 2014 год в истории железнодорожного транспорта
2014 год в истории железнодорожного транспорта

## События

### В России
- 5 февраля — в Кировской области сошёл с рельсов грузовой поезд, перевозивший 89 вагонов, из них 65 со сжиженным газом. В результате крушения опрокинулись 32 цистерны, 12 загорелись, начался пожар. В результате инцидента никто не пострадал, жители близлежащих домов были эвакуированы[1].
- 12 февраля
  - В Челябинской области сошёл с рельсов грузовой поезд, перевозивший 67 вагонов с углём. В результате крушения опрокинулись 30 вагонов. В результате инцидента никто не пострадал, угрозы экологии нет[2].
  - В Амурской области сошёл с рельсов грузовой поезд, перевозивший 54 вагона с углём. В результате крушения опрокинулись несколько вагонов. О жертвах или раненых не сообщается[3].
- 27 марта — в Московской области на переезде в Сергиево-Посадском муниципальном районе произошло столкновение электропоезда и грузового автомобиля. В результате инцидента никто не пострадал[4].
- 20 мая — в Московской области на перегоне Бекасово — Наро-Фоминск в Наро-Фоминском муниципальном районе произошло столкновение контейнера грузового поезда и пассажирского поезда, следовавшего маршрутом Москва — Кишинёв. По предварительным данным, в результате крушения пять человек погибли, 25 госпитализированы[5].
- 3 ноября — в районе с. Красноярское (Холмский район) Сахалинской области в результате подмытия железнодорожного полотна сошёл с рельсов пассажирский поезд, в результате крушения один человек погиб, 10 госпитализированы[6].

### В мире
- 7 января — в канадской провинции Нью-Брансуик сошёл с рельсов грузовой поезд, перевозивший 122 цистерны с нефтью. В результате крушения опрокинулись 16 цистерн, начался пожар. В результате инцидента никто не пострадал, жители близ лежащих домов были эвакуированы[7].
- 11 января — в канадской провинции Британская Колумбия сошёл с рельсов грузовой поезд, перевозивший 152 вагона с углём. В результате крушения 3 вагона перевернулись, и находившийся в них уголь высыпался в ручей, впадающий в лежащее у города озеро. В результате инцидента никто не пострадал[8].
- 17 января — в Софийской области Болгарии сошёл с рельсов грузовой поезд. В результате крушения сошли с рельсов и перевернулись локомотив и семь вагонов. В результате инцидента никто не пострадал[9].
- 18 января
  - В Донецкой области Украины сошёл с рельсов и сбил столб электрических сетей тепловоз. В результате крушения образовался затор автомобилей так как крушение произошло около автомобильного переезда через железнодорожное полотно. В результате инцидента никто не пострадал[10].
  - В итальянской провинции Лигурия из-за оползня сошёл с рельсов пассажирский поезд. В результате несколько человек получили ранения[11].
- 22 января — в Бразилии в городе Рио-де-Жанейро сошёл с рельсов пассажирский поезд. В результате крушения возле станции «Святой Христофор» несколько вагонов сошли с рельсов. От столкновения вагонов со зданием электроподстанции произошло отключение электричества в железнодорожной сети. В результате инцидента никто не пострадал[12].
- 24 января — в районе бельгийского города Жемеп-сюр-Самбр сошёл с рельсов грузовой поезд. В результате крушения три из пяти цистерн сошли с рельсов. Поезд перевозил перекись водорода, есть угроза взрыва. В результате инцидента никто не пострадал[13].
- 2 февраля — на перегоне Удачная — Межевая в Донецкой и Днепропетровской областях Украины сошёл с рельсов поезд перевозивший газ в цистернах. Опрокинулись 26 цистерн, начался пожар. В результате инцидента никто не пострадал, жители близ лежащих домов были эвакуированы[14].
- 4 февраля — в Сумской области Украины произошло ДТП с участием маршрутки и пригородного поезда. В результате столкновения погибли 12 человек а 5 получили травмы и были госпитализированы[15].
- 8 февраля — во французском департаменте Альпы Верхнего Прованса сошёл с рельсов пассажирский поезд. В результате крушения из 34 пассажиров погибли двое, девять получили ранения[16].

## Новый подвижной состав
- Тепловозы:
  - 2ТЭ25КМ
  - ТГ16М
  - ТЭП33А
- Электровозы постоянного тока:
  - 3ЭС4К
- Электровозы переменного тока:
  - 4ЭС5К
  - KZ8AТ
- Электропоезда постоянного тока:
  - ЭС2Г
  - ЭШ2
  - ЭГ2Тв
- Электропоезда метрополитена:
  - 81-760А/761А/763А «Ока»